# ماکسیم بوروکوف
ماکسیم بوروکوف (اوکراینی: Максим Валерійович Боровков؛ زادهٔ ۵ آوریل ۱۹۷۷) بازیکن فوتبال اهل اوکراین است.
از باشگاه‌هایی که در آن بازی کرده‌است می‌توان به باشگاه فوتبال اسپارتاک ایوانو-فرانکیفسک اشاره کرد.